# 陳恬
陈恬（6世紀—?），南北朝人，字承惔，陳後主的第十一子，龚贵嫔所生，陳虔之弟。
祯明元年（587年）正月十一辛巳日，立为钱塘王，邑一千户。禎明三年（589年）隋平南陳。和其他宗室一起被遷移長安，陈恬最后在長安去世。